# Iwan Złatokudr
Iwan Złatokudr (ur. 1930 we Lwowie-Winnikach) - poeta piszący po polsku i ukraińsku.
Po ukończeniu miejscowej ukraińskiej dziesięciolatki, studiował zootechnikę we Lwowie, a później (od 1959 r. ma obywatelstwo polskie) - prawo we Wrocławiu. 
Utwory poetyckie drukował w czasopismach literackich i almanachach wydawanych w Polsce, Czechosłowacji, Rumunii, Niemczech, Australii, na Ukrainie. Wiersze w przekładach polskich ukazywały się w "Życiu Literackim", "Odgłosach", "Osnowie", "Więzi", "Obrzeżach", "Legnickim Informatorze Kulturalnym". 
Utwory pisane po polsku oraz tłumaczenia z literatury polskiej i ukraińskiej publikowano na łamach wydawanego w Warszawie ukraińskiego tygodnika "Nasze Słowo" (dodatków: "Nasza Kultura", "Switanok"), w "Kalendarzu Ukraińskim", w antologii Homin; wiersze pisane po polsku drukuje zgorzeleckie wydawnictwo "Obrzeża" oraz wydawane przez tamtejszy Klub Literacki "Inspiracje" coroczne antologie; wydano tam także antologię Moje cztery światy, w której zamieszczono wiersze Złatokudra w przekładach Zygmunta Józefa Rybaka (Zgorzelec, 1995).
Ukazały się tomiki poetyckie: Narodnij Polszczi (1975), Pejzażi (1981), Czarnobylskiej Madonnie (1995), Barwy chwil (1999), Wesełky peczali (2000); W blasku słowa (2005, tomik zbiorowy).